# Союз молодых социалистов и социалисток в СДПГ
Союз молодых социалистов и социалисток в СДПГ «Юзос» (нем. Jungsozialistinnen und Jungsozialisten in der SPD «Jusos») — молодёжная организация Социал-демократической партии Германии. В настоящее время численность членов составляет более 70 000 человек, это больше, чем количество членов СвДП (третьей по величине немецкой партии). Jusos обладает постоянным членством в IUSY (молодёжный Социнтерн), основным партнёром Jusos в России является РСДСМ.

## Политическая позиция
Jusos считает себя социалистической и феминистской ассоциацией в рамках СДПГ. Обычно занимает гораздо более левые позиции, чем их партия. Члены Jusos склонны критиковать ведущих политиков, независимо от их принадлежности. Они являются социалистами в традиционном смысле этого слова: в 1990-х годах были даже некоторые марксистские группировки.

## История

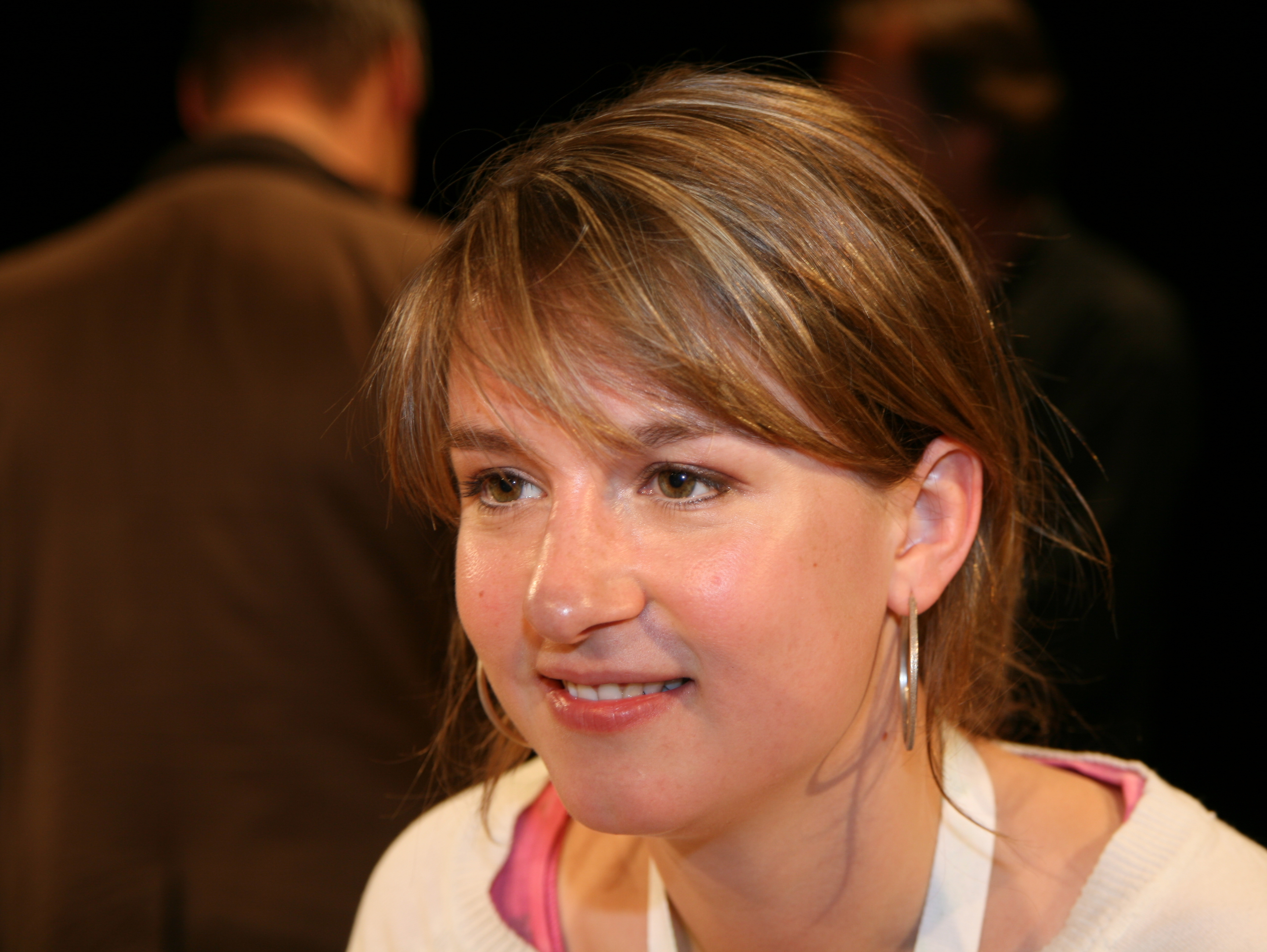
Председатель Jusos в 2007—2010 гг. Франциска Дрозель

Организация молодых социалистов была создана 3 февраля 1914 года в Мюнхене в ходе конференции, организованной «Молодёжной секцией» и «Социалистическим клубом Мюнхена». Главной задачей новой организации стало просвещение молодых трудящихся.
В первые десятилетия внутри организации конфликтовали сторонники австромарксизма и национализма. В 1931 году организация раскололась и часть членов ушла в Социалистическую рабочую партию Германии.
После окончания Второй мировой войны в 1946 году молодые социалисты воссоздали свою организацию. В первые годы организация была очень лояльна к СДПГ.
В 1969 году взгляды большей части Jusos под влиянием так называемого «Движения-68» значительно полевели. Между партией и её молодёжной организацией возник определённый идеологический разрыв, отразившийся в 1977 году конфликтом вокруг председателя Jusos Клауса Уве Беннетера. Призывы Беннетера к революционной классовой борьбе и сотрудничеству с коммунистами привели к его исключению из СДПГ.
Впоследствии была принята так называемая «двойная стратегия». Это означало, что Jusos продолжает работать с СДПГ и занимать должности во властных структурах для обеспечения основной позиции, а другая заключалась в свободном сотрудничестве с социальными движениями.
В ноябре 2007 года председателем Jusos избрана Франциска Дросель. В 2008 году опубликованы 63 тезиса молодых социалистов.
Председателем JUSOS в 1978—1980 гг. был Герхард Шрёдер. С 2017 до 2021 председателем был Кевин Кюнерт, затем до 17 ноября 2023 — Джессика Розенталь.

## Организационная структура
Jusos состоит из земельных ассоциаций (landesverband), земельные ассоциации состоят из районных ассоциаций (kreisvarband), крупные районные ассоциации могут делиться на рабочие группы (arbeitsgemeinschaft).
Высший орган — Федеральный конгресс (Bundeskongress), между федеральными конгрессами — федеральный комитет (Bundesausschuss), между федеральными комитетами — Федеральное правление (Bundesvorstand), высшее должностное лицо — Федеральный председатель (Bundesvorsitzender).
Земельные ассоциации
Земельные ассоциации соответствуют землям.
Высший орган земельной ассоциации — земельная конференция (landesdelegiertenkonferenz), между земельными конференциями — земельное правление (landesvorstand), высшее должностное лицо земельной ассоциации — земельный председатель (landesvorsitzender).
Районные ассоциации
Районные ассоциации соответствуют районам, внерайонным городам и городским округам Берлина и Гамбурга.
Высший орган районной ассоциации — районное общее собрание (kreismitgliederversammlung) (в очень крупных районных ассоциациях — районная конференция (kreisdelegiertenkonferenz)), между районными общими собраниями — районное правление (kreisvorstand), высшее должностное лицо районной ассоциации — районный председатель (kreisvorsitzender).
Рабочие группы
Рабочие группы соответствуют городам, общинам, городским округам и городским кварталам Берлина и Гамбурга.
Высший орган рабочей группы — общее собрание (mitgliederversammlung), между общими собраниями — правление рабочей группы (arbeitsgemeinschaftsvorstand), высшее должностное лицо рабочей группы — председатель рабочей группы (arbeitsgemeinschaftsvorsitzender).